# Радомисльський повіт

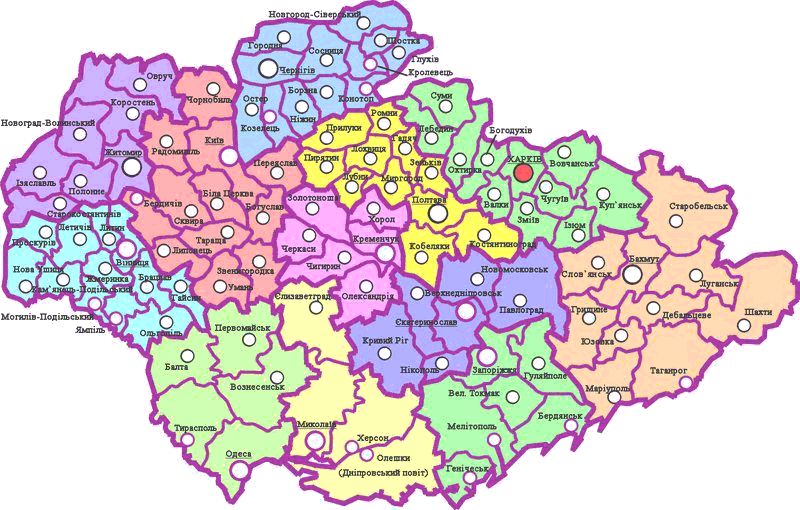
Губернії та повіти в Україні у 1921 році

Ра́домисльський пові́т — адміністративно-територіальна одиниця у складі новоствореного Ізяславського намісництва Російської імперії (після другого поділу Речі Посполитої у 1793 році). З 1795 року у складі Волинського намісництва. З 1797 року у складі Київської губернії Російської імперії. Повітовий центр — місто Радомисль.

## Історія
Повіт займав північно-західну частину губернії і мав вкрай неправильний контур у вигляді двох чотирикутників, сполучених між собою одним з кутів і розташованих уздовж течії Тетерева. Природна межа — по Дніпру — була тільки з східної сторони, впродовж 85 верст (біля 90 км). На півночі повіт межував з Мінською, на заході — з Волинською губерніями, на сході — з Чернігівською губернією і Київським повітом і з Сквирським повітом на півдні. Площа повіту становила 775 081 десятин (8 468 км²).
За даними 1885 року в повіті налічувалось 818 населених пунктів, в тому числі 8 містечок і 330 сільських поселень.
У червні 1919 року на північно-східних теренах шляхом розукрупнення Радомисльського повіту створений Чорнобильський повіт.
У складі Радомисльського повіту залишилися такі волості: Брусилівська, Вишевицька, Водотиївська, Кичкирівська, Коростишівська, Малинська, Розважівська та Стремигородська. До цих волостей додалися нові — Горбулівська, Потіївська (Облітківська), Ставищенська та Чоповицька.
7 березня 1923 року повіт було ліквідовано, його територія увійшла до складу Малинського району Малинської округи, Коростишівського та Радомисльського районів Житомирської округи, Брусилівського району Київської округи.

## Устрій

### на 1861 рік
Волості: Брусилівська, Вепринська, Вільнянська, Вирлівська, Вишевицька, Водотійська, Ворсівська, Горбулівська, Городоцька, Дивинська, Заболоцька, Кам'янська, Кичкирівська, Коростишівська, Кочерівська, Красятицька, Кухарська, Коленцівська, Малинська, Мигальська, Мижиріцька, Нижилівська, Озерянська, Пинязевицька, Потіївська, Солов'ївська, Ставицька, Староселецька, Стремингородська, Унинська, Хабенська, Чайківська, Яновецька.

### кінець XIXст.
Наприкінці XIX ст. в адміністративному відношенні повіт поділявся на 5 станів (16 волостей), станові пристави вказані на 1891 рік:
- перший — станова квартира у м. Брусилові (дві волості: Брусилівська, Водотиївська), колезький асесор Степан Васильович Литвиненко;
- другий — станова квартира у м. Коростишеві (дві волості: Коростишівська, Кичкирівська), колезький асесор Павло Павлович Чериванський;
- третій — станова квартира у м. Малині (три волості: Малинська, Вишевицька, Потіївська), титулярний радник Василь Антонович Лященко, у тому ж році приставом був призначений околоточний наглядач Київської міської поліції колезький реєстратор Шапко-Шапченко;
- четвертий — станова квартира у м. Іванкові (п'ять волостей: Іванківська, Красятицька, Розважівська, Хабенська та Мартиновицька), титулярний радник Антон Іванович Сисецький;
- п'ятий — станова квартира у м. Чорнобилі (чотири волості: Чорнобильська, Горностайпільська, Шепелицька, Прибірська), титулярний радник Андрій Георгійович Безпалов.

У мировому відношенні повіт поділявся на 2 дільниці. Місця проживання мирових посередників: 1 дільниця — Радомисль, 2 дільниця — Чорнобиль.
У судово-мировому відношенні повіт поділявся на 5 дільниць. Місця проживання мирових суддів та знаходження камер: 1 дільниця — Радомисль, 2 дільниця — Коростишів, 3 дільниця — Малин, 4 дільниця — Іванків, 5 дільниця — Чорнобиль. У 1865—1895 роках дільничним мировим суддею 3-ї дільниці в м. Малині у статському (цивільному) чині колезького секретаря був Сергій Миколайович Миклуха — старший брат Миколи Миколайовича Миклухи-Маклая.
У судово-слідчому відношенні повіт поділявся на 3 дільниці. Місця проживання судових слідчих: 1 та 2 дільниці — Радомисль, 3 дільниця — Чорнобиль.
У призовному відношенні, по відправленню військової повинності, повіт поділявся на 5 дільниць: 1 та 2 дільниці — Радомисль, 3 дільниця — Малин, 4 дільниця — Іванків, 5 дільниця — Чорнобиль.
У військово-кінському відношенні повіт поділявся на 17 дільниць. Повітове місто Радомисль становило 1-у дільницю, а волості — дільниці з 2-ї до 17-ї.
| № | Волості           | Стан | Дільниці             | Дільниці          | Дільниці       | Дільниці                                        | Дільниці           |
| № | Волості           | Стан | Мирового посередника | Судового слідчого | Мирового судді | Призовні, по відправленню військової повинності | Військово- кінські |
| --- | ----------------- | ---- | -------------------- | ----------------- | -------------- | ----------------------------------------------- | ------------------ |
| 1 | Брусилівська      | 1    | 1                    | 2                 | 2              | 2                                               | 2                  |
| 2 | Водотиївська      | 1    | 1                    | 2                 | 2              | 2                                               | 3                  |
| 3 | Вишевицька        | 3    | 1                    | 1                 | 3              | 3                                               | 8                  |
| 4 | Горностайпільська | 5    | 2                    | 3                 | 4              | 5                                               | 16                 |
| 5 | Іванківська       | 4    | 2                    | 3                 | 4              | 4                                               | 9                  |
| 6 | Кичкирівська      | 2    | 1                    | 2                 | 1*             | 1                                               | 5                  |
| 7 | Коростишівська    | 2    | 1                    | 2                 | 2              | 1                                               | 4                  |
| 8 | Красятицька       | 4    | 2                    | 3                 | 4              | 4                                               | 12                 |
| 9 | Мартиновицька     | 4    | 1                    | 3                 | 5              | 5                                               | 14                 |
| 10 | Малинська         | 3    | 1                    | 1                 | 3              | 3                                               | 6                  |
| 11 | Потіївська        | 3    | 1                    | 1                 | 3**            | 3                                               | 7                  |
| 12 | Прибірська        | 5    | 2                    | 3                 | 4              | 5                                               | 13                 |
| 13 | Розважівська      | 4    | 2                    | 3                 | 4              | 4                                               | 9                  |
| 14 | Хабенська         | 4    | 2                    | 3                 | 5              | 4                                               | 11                 |
| 15 | Чорнобильська     | 5    | 2                    | 3                 | 5              | 5                                               | 15                 |
| 16 | Шепелицька        | 5    | 2                    | 3                 | 5              | 5                                               | 17                 |
| ˣ села Забілоччя, Кочерівка, Царівка, Хвощівка (розташовувалось поряд з Царівкою; сьогодні не існує) та Козіївка знаходились у складі 2-ї дільниці. ˣˣ села Велика Рача, Чудин знаходились у складі 2-ї дільниці. |                   |      |                      |                   |                |                                                 |                    |

## Населення
| Населення                                            | 1888       | 1888       | 1889      | 1889   |
| Населення                                            | Чоловіків  | Жінок      | Чоловіків | Жінок  |
| ---------------------------------------------------- | ---------- | ---------- | --------- | ------ |
| За суспільним станом:                                |            |            |           |        |
| Дворяни потомствені                                  | 597        | 641        | 592       | 640    |
| Дворяни особисті                                     | 608        | 610        | 626       | 629    |
| Духівництво чорне                                    | 1          | —          | 1         | —      |
| Духівництво біле                                     | 284        | 301        | 296       | 325    |
| Почесні громадяни потомствені                        | 40         | 50         | 40        | 51     |
| Почесні громадяни особисті                           | 181        | 195        | 178       | 194    |
| Купці                                                | 60         | 67         | 71        | 100    |
| Міщани                                               | 28278      | 29747      | 27946     | 28935  |
| Селяни                                               | 79842      | 86550      | 80561     | 86908  |
| Колоністи                                            | 1559       | 1632       | 1962      | 2009   |
| Військові, крім тих що перебувають на дійсній службі | 4345       | 4650       | 3832      | 4569   |
| Іноземні піддані                                     | 519        | 525        | 522       | 524    |
| Особи, що не належать до вказаних розрядів           | 39         | 48         | 43        | 51     |
| За віросповіданням:                                  |            |            |           |        |
| Православні                                          | 88630      | 95800      | 88700     | 95620  |
| Розкольники та штундисти                             | 2365       | 2348       | 2360      | 2374   |
| Католики                                             | 9827       | 10603      | 9478      | 10039  |
| Протестанти (вкл. баптистів)                         | 1080 (110) | 1089 (113) | 1433      | 1504   |
| Євреї                                                | 14450      | 15176      | 14699     | 15398  |
| Магометани                                           | 1          | —          | —         | —      |
| Всього                                               | 116353     | 125016     | 116670    | 124935 |
| Загалом                                              | 241369     | 241369     | 241605    | 241605 |

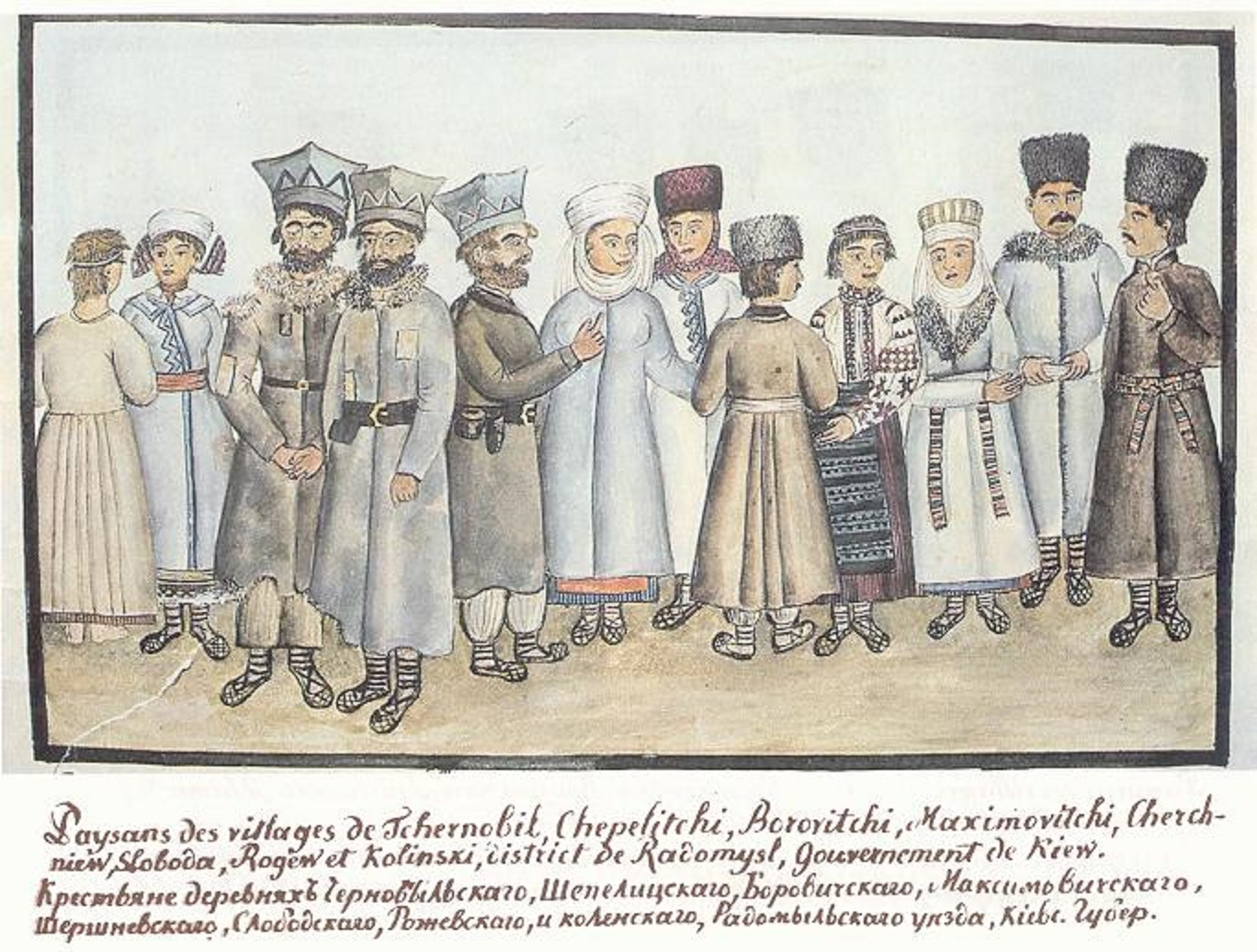
Мешканці сіл Радомисльського повіту, Київської губернії
Мал. П'єра Де ля Фліза, 1848.

Згідно з переписом населення Російської імперії 1897 року в повіті проживало 315 629 чоловік. З них 78,39 % — українці, 13,08 % — євреї, 3,87 % — росіяни, 2,27 % — німці, 1,94 % — поляки.

## Маршалки шляхти
Виборними маршалками шляхти Радомисльського повіту були:
- Вайлав Ганський гербу Ґодзава (1807)
- Антон Микола Богданович гербу Могила (1809-1812)
- Онуфрій Галецький гербу Юноша (1817).

## Релігія
У 1888 році мешканці повіту різних віросповідань користувались для відправлення своїх релігійних обрядів 159 церквами та іншими спорудами (монастирями, каплицями та ін.) — 10 кам'яними та 149 дерев'яними: православні — 5 кам'яні, 93 дерев'яні; католики — 4 кам'яні, 6 дерев'яні; лютерани — 7 дерев'яні; євреї — 1 кам'яна, 34 дерев'яні; розкольники — 9 дерев'яні.

## Скотарство
| Скотарство (голів) | 1888   | 1889   |
| ------------------ | ------ | ------ |
| Коні               | 29799  | 28636  |
| Рогата худоба      | 94717  | 96764  |
| Вівці прості       | 73404  | 79539  |
| Свині              | 64513  | 64944  |
| Кози               | 17478  | 18467  |
| Віслюки та мули    | 4      | —      |
| Всього             | 279915 | 288350 |

У 1889 році в повіті було два приватні кінські заводи у селах Межирічка та Нянівка. На першому у володінні полковника Антона Осиповича Злотницького знаходились коні упряжної породи — 1 арабський жеребець та 15 маток. На другому у володінні дворянина Фоми Людвиковича Гурковського знаходились коні арабської та російської породи — 3 жеребці (2 арабської, 1 російської породи) та 16 маток (1 арабської, 15 російської породи).